# Pseudeurhinus
Pseudeurhinus är ett släkte av skalbaggar. Pseudeurhinus ingår i familjen vivlar.
Kladogram enligt Catalogue of Life:
| Pseudeurhinus | \| \| Pseudeurhinus schneideri \| \| \| \| \| \| Pseudeurhinus violaceocoeruleus \| \| \| \| |
|               | \| \| Pseudeurhinus schneideri \| \| \| \| \| \| Pseudeurhinus violaceocoeruleus \| \| \| \| |
|               | Pseudeurhinus schneideri                                                                     |
|               |                                                                                              |
|               | Pseudeurhinus violaceocoeruleus                                                              |
|               |                                                                                              |